# Olympische Sommerspiele 1972/Teilnehmer (Volksrepublik Kongo)
| Gelbes Symbol für Goldmedaillen mit stilisierten Olympischen Ringen | Graues Symbol für Silbermedaillen mit stilisierten Olympischen Ringen | Braundes Symbol für Bronzemedaillen mit stilisierten Olympischen Ringen |
| ------------------------------------------------------------------- | --------------------------------------------------------------------- | ----------------------------------------------------------------------- |
| —                                                                   | —                                                                     | —                                                                       |

Die Volksrepublik Kongo nahm an den Olympischen Sommerspielen 1972 in München mit einer Delegation von sechs männlichen Athleten an fünf Wettkämpfen in der Leichtathletik teil. Es konnte keine Medaille gewonnen werden.

## Teilnehmer nach Sportarten

### Leichtathletik
- Jean-Pierre Bassegela
- Alphonse Mandonda
- Louis Nkanza
- Antoine Nkounkou
- Théophile Nkounkou
- Alphonse Yanghat